# BMW Z4
De BMW Z4 is een model van BMW. De populaire sportwagen is zowel in coupé- als roadsteruitvoering verkrijgbaar, doch de laatstgenoemde is veruit de bekendste.
De codenaam van de eerste Z4 was BMW E85. De Z4 werd tot 2008 enkel in de Verenigde Staten geassembleerd. Voorjaar 2009 werd een nieuw model Z4 met codenaam E89 geïntroduceerd.

## Uitvoeringen
De Z4 was zowel in coupé- als roadsteruitvoering verkrijgbaar, doch de laatstgenoemde is veruit de bekendste.

### Coupé
De BMW Z4 Coupé is een autotype (sportwagen), geproduceerd door BMW en ontworpen door Tomasz Sycha onder leiding van Chris Bangle. Het is een driedeurs, achterwielaangedreven coupé die de niet zo succesvolle BMW Z3 Coupé opvolgt. De Z4 Coupé Concept verscheen in 2005 op de IAA in Frankfurt. In juni 2006 is de auto op de markt gekomen. 
Er zijn 2 types (beide benzinemotoren):
- De Z4 Coupé 3.0si
- De sportievere Z4 M Coupé

De Z4 Coupé wordt gemaakt in de BMW-fabriek in Spartanburg (South Carolina).
| Type  | Jaartal   | Motor     | Vermogen (kW/pk) | Koppel (Nm) | 0-100 km/u (sec.) | Topsnelheid (km/u) | Gewicht (kg) | Gem. verbruik (liter/100km) | Basisprijs (NL, €) | Basisprijs (B, €) |
| ----- | --------- | --------- | ---------------- | ----------- | ----------------- | ------------------ | ------------ | --------------------------- | ------------------ | ----------------- |
| 3.0si | 2006-2008 | 6-in-lijn | 195/265          | 315         | 5,7               | 250 (gelimiteerd)  | 1295         | 8,6                         | 55.500             | 41.200            |
| M     | 2006-2008 | 6-in-lijn | 252/343          | 365         | 5,0               | 250 (gelimiteerd)  | 1395         | 12,1                        | 80.700             | 59.300            |

#### Prototype
De BMW Z4 Coupé Concept was een prototype van de Coupe. De wagen werd in 2005 op de Internationale Automobilausstellung, ofte het jaarlijkse autosalon in het Duitse Frankfurt, gepresenteerd. Een jaar later kwam de definitieve versie op de markt.

### Roadster

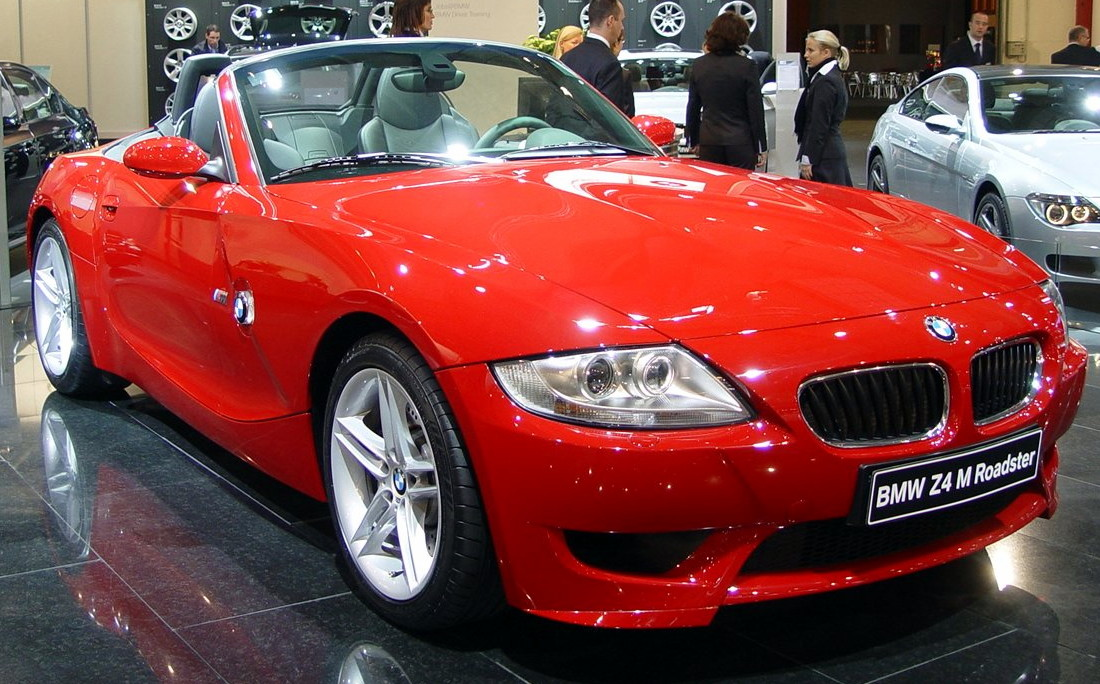
De BMW Z4 M Roadster op het autosalon van Brussel

De Roadster is een tweedeurs, achterwielaangedreven roadster met softtop, die in de fabriek van Spartanburg in South Carolina (Verenigde Staten van Amerika) werd geproduceerd. De Z4 kwam in productie in 2003 en verving de BMW Z3. Deze opvolger is groter, sterker en heeft een beduidend stijver chassis dan de Z3. De nieuweling staat ook op het modernere onderstel van de 3-reeks (tot modeljaar 2005). Terwijl de voorste ophanging van de Z4 van hetzelfde type is als dat van de oudere Z3, is de achterophanging beduidend moderner en meer geavanceerd.
De Z4 werd onder leiding van huisdesigner Chris Bangle ontworpen door Anders Warming met dezelfde controversiële lijnen als de andere recente BMW creaties waaronder de 5-serie, de 6-serie en de 7-serie.
De Z4 biedt de keuze tussen een viercilindermotor (2,0L) en drie typische zes-in-lijn-motoren (2,2l, een 2,5l en een 3,0l) uitgerust met het VANOS-variabel nokkenassysteem.
- 2,0l, (2.0i) 150 pk 8,2s 0-100km/h, 220 km/h top
- 2,2l, (2.2i) 170 pk 7,7s 0-100km/h, 225 km/h top (in de Verenigde Staten niet verkocht)
- 2,5l (2.5i) 192 pk 7,0s 0-100km/h, 235 km/h top
- 2,5l (2,5i) 177 pk 7,0s 0-100km/h 230 km/h top (na facelift 2006)
- 2,5l (2.5si) 218 pk 6,9s 0-100km/h, 235 km/h top (facelift)
- 3,0l (3.0i), 231 pk 5,9s 0-100km/h, 250 km/h top (elektronisch begrensd)
- 3,0l (3.0si), 265 pk 5,7s 0-100km/h, 250 km/h top (elektronisch begrensd)

Een manuele vijfbak is standaard op alle modellen behalve de 3,0l die een zesbak heeft. Als optie is een 5-bak automaat van ZF-getriebe of een sequentiële versnellingsbak leverbaar. Vanaf de facelift is een zesbak standaard op alle modellen.
De productie werd in 2008 stopgezet. Er waren toen 200.000 Z4's gebouwd.
In voorjaar 2009 kwam een nieuwe Z4 met een metalen klapdak.

#### M
De BMW Z4 M Roadster en Coupé zijn het topmodel uit de Z4 Roadster-reeks van BMW.
Specificaties
- 3.2l zes-in-lijn-motor
- 343 pk
- 0-100 km/h: 5,0 seconden
- 80-120 km/h: 5,0 seconden
- 365 Nm
- topsnelheid: 250 km/h (elektronisch begrensd)

## Wegauto's tijdlijn, 1952 tot nu
| BMW-modellen van 1952 tot heden | BMW-modellen van 1952 tot heden | BMW-modellen van 1952 tot heden | BMW-modellen van 1952 tot heden | BMW-modellen van 1952 tot heden | BMW-modellen van 1952 tot heden | BMW-modellen van 1952 tot heden | BMW-modellen van 1952 tot heden | BMW-modellen van 1952 tot heden | BMW-modellen van 1952 tot heden | BMW-modellen van 1952 tot heden | BMW-modellen van 1952 tot heden | BMW-modellen van 1952 tot heden | BMW-modellen van 1952 tot heden | BMW-modellen van 1952 tot heden | BMW-modellen van 1952 tot heden | BMW-modellen van 1952 tot heden | BMW-modellen van 1952 tot heden | BMW-modellen van 1952 tot heden | BMW-modellen van 1952 tot heden | BMW-modellen van 1952 tot heden | BMW-modellen van 1952 tot heden | BMW-modellen van 1952 tot heden | BMW-modellen van 1952 tot heden | BMW-modellen van 1952 tot heden | BMW-modellen van 1952 tot heden | BMW-modellen van 1952 tot heden | BMW-modellen van 1952 tot heden | BMW-modellen van 1952 tot heden | BMW-modellen van 1952 tot heden | BMW-modellen van 1952 tot heden | BMW-modellen van 1952 tot heden | BMW-modellen van 1952 tot heden | BMW-modellen van 1952 tot heden | BMW-modellen van 1952 tot heden | BMW-modellen van 1952 tot heden | BMW-modellen van 1952 tot heden | BMW-modellen van 1952 tot heden | BMW-modellen van 1952 tot heden | BMW-modellen van 1952 tot heden | BMW-modellen van 1952 tot heden | BMW-modellen van 1952 tot heden | BMW-modellen van 1952 tot heden | BMW-modellen van 1952 tot heden | BMW-modellen van 1952 tot heden | BMW-modellen van 1952 tot heden | BMW-modellen van 1952 tot heden | BMW-modellen van 1952 tot heden | BMW-modellen van 1952 tot heden | BMW-modellen van 1952 tot heden | BMW-modellen van 1952 tot heden | BMW-modellen van 1952 tot heden | BMW-modellen van 1952 tot heden | BMW-modellen van 1952 tot heden | BMW-modellen van 1952 tot heden | BMW-modellen van 1952 tot heden | BMW-modellen van 1952 tot heden | BMW-modellen van 1952 tot heden | BMW-modellen van 1952 tot heden | BMW-modellen van 1952 tot heden | BMW-modellen van 1952 tot heden | BMW-modellen van 1952 tot heden | BMW-modellen van 1952 tot heden | BMW-modellen van 1952 tot heden | BMW-modellen van 1952 tot heden | BMW-modellen van 1952 tot heden | BMW-modellen van 1952 tot heden | BMW-modellen van 1952 tot heden | BMW-modellen van 1952 tot heden | BMW-modellen van 1952 tot heden | BMW-modellen van 1952 tot heden | BMW-modellen van 1952 tot heden | BMW-modellen van 1952 tot heden | BMW-modellen van 1952 tot heden | BMW-modellen van 1952 tot heden | BMW-modellen van 1952 tot heden | BMW-modellen van 1952 tot heden |
| ------------------------------- | ------------------------------- | ------------------------------- | ------------------------------- | ------------------------------- | ------------------------------- | ------------------------------- | ------------------------------- | ------------------------------- | ------------------------------- | ------------------------------- | ------------------------------- | ------------------------------- | ------------------------------- | ------------------------------- | ------------------------------- | ------------------------------- | ------------------------------- | ------------------------------- | ------------------------------- | ------------------------------- | ------------------------------- | ------------------------------- | ------------------------------- | ------------------------------- | ------------------------------- | ------------------------------- | ------------------------------- | ------------------------------- | ------------------------------- | ------------------------------- | ------------------------------- | ------------------------------- | ------------------------------- | ------------------------------- | ------------------------------- | ------------------------------- | ------------------------------- | ------------------------------- | ------------------------------- | ------------------------------- | ------------------------------- | ------------------------------- | ------------------------------- | ------------------------------- | ------------------------------- | ------------------------------- | ------------------------------- | ------------------------------- | ------------------------------- | ------------------------------- | ------------------------------- | ------------------------------- | ------------------------------- | ------------------------------- | ------------------------------- | ------------------------------- | ------------------------------- | ------------------------------- | ------------------------------- | ------------------------------- | ------------------------------- | ------------------------------- | ------------------------------- | ------------------------------- | ------------------------------- | ------------------------------- | ------------------------------- | ------------------------------- | ------------------------------- | ------------------------------- | ------------------------------- | ------------------------------- | ------------------------------- | ------------------------------- | ------------------------------- | ------------------------------- |
| Type                            | Serie                           | Jaren 50                        | Jaren 50                        | Jaren 50                        | Jaren 50                        | Jaren 50                        | Jaren 50                        | Jaren 50                        | Jaren 50                        | Jaren 60                        | Jaren 60                        | Jaren 60                        | Jaren 60                        | Jaren 60                        | Jaren 60                        | Jaren 60                        | Jaren 60                        | Jaren 60                        | Jaren 60                        | Jaren 70                        | Jaren 70                        | Jaren 70                        | Jaren 70                        | Jaren 70                        | Jaren 70                        | Jaren 70                        | Jaren 70                        | Jaren 70                        | Jaren 70                        | Jaren 80                        | Jaren 80                        | Jaren 80                        | Jaren 80                        | Jaren 80                        | Jaren 80                        | Jaren 80                        | Jaren 80                        | Jaren 80                        | Jaren 80                        | Jaren 90                        | Jaren 90                        | Jaren 90                        | Jaren 90                        | Jaren 90                        | Jaren 90                        | Jaren 90                        | Jaren 90                        | Jaren 90                        | Jaren 90                        | Jaren 00                        | Jaren 00                        | Jaren 00                        | Jaren 00                        | Jaren 00                        | Jaren 00                        | Jaren 00                        | Jaren 00                        | Jaren 00                        | Jaren 00                        | Jaren 10                        | Jaren 10                        | Jaren 10                        | Jaren 10                        | Jaren 10                        | Jaren 10                        | Jaren 10                        | Jaren 10                        | Jaren 10                        | Jaren 10                        | Jaren 20                        | Jaren 20                        | Jaren 20                        | Jaren 20                        | Jaren 20                        |                                 |                                 |
| Type                            | Serie                           | 2                               | 3                               | 4                               | 5                               | 6                               | 7                               | 8                               | 9                               | 0                               | 1                               | 2                               | 3                               | 4                               | 5                               | 6                               | 7                               | 8                               | 9                               | 0                               | 1                               | 2                               | 3                               | 4                               | 5                               | 6                               | 7                               | 8                               | 9                               | 0                               | 1                               | 2                               | 3                               | 4                               | 5                               | 6                               | 7                               | 8                               | 9                               | 0                               | 1                               | 2                               | 3                               | 4                               | 5                               | 6                               | 7                               | 8                               | 9                               | 0                               | 1                               | 2                               | 3                               | 4                               | 5                               | 6                               | 7                               | 8                               | 9                               | 0                               | 1                               | 2                               | 3                               | 4                               | 5                               | 6                               | 7                               | 8                               | 9                               | 0                               | 1                               | 2                               | 3                               | 4                               |                                 |                                 |
| Dwergauto                       | Iso                             |                                 |                                 |                                 | Isetta                          | Isetta                          | Isetta                          | Isetta                          | Isetta                          | Isetta                          | Isetta                          | Isetta                          |                                 |                                 |                                 |                                 |                                 |                                 |                                 |                                 |                                 |                                 |                                 |                                 |                                 |                                 |                                 |                                 |                                 |                                 |                                 |                                 |                                 |                                 |                                 |                                 |                                 |                                 |                                 |                                 |                                 |                                 |                                 |                                 |                                 |                                 |                                 |                                 |                                 |                                 |                                 |                                 |                                 |                                 |                                 |                                 |                                 |                                 |                                 |                                 |                                 |                                 |                                 |                                 |                                 |                                 |                                 |                                 |                                 |                                 |                                 |                                 |                                 |                                 |                                 |                                 |
| Miniklasse                      |                                 |                                 |                                 |                                 |                                 |                                 | 600                             | 600                             | 600                             |                                 |                                 |                                 |                                 |                                 |                                 |                                 |                                 |                                 |                                 |                                 |                                 |                                 |                                 |                                 |                                 |                                 |                                 |                                 |                                 |                                 |                                 |                                 |                                 |                                 |                                 |                                 |                                 |                                 |                                 |                                 |                                 |                                 |                                 |                                 |                                 |                                 |                                 |                                 |                                 |                                 |                                 |                                 |                                 |                                 |                                 |                                 |                                 |                                 |                                 |                                 |                                 |                                 |                                 |                                 |                                 |                                 |                                 |                                 |                                 |                                 |                                 |                                 |                                 |                                 |                                 |                                 |
| Compacte klasse                 |                                 |                                 |                                 |                                 |                                 |                                 |                                 |                                 | 700                             | 700                             | 700                             | 700                             | 700                             | 700                             | 700                             |                                 |                                 |                                 |                                 |                                 |                                 |                                 |                                 |                                 |                                 |                                 |                                 |                                 |                                 |                                 |                                 |                                 |                                 |                                 |                                 |                                 |                                 |                                 |                                 |                                 |                                 |                                 |                                 |                                 |                                 |                                 |                                 |                                 |                                 |                                 |                                 |                                 |                                 |                                 |                                 |                                 |                                 |                                 |                                 |                                 |                                 |                                 | i3 (I01)                        | i3 (I01)                        | i3 (I01)                        | i3 (I01)                        | i3 (I01)                        | i3 (I01)                        | i3 (I01)                        | i3 (I01)                        | i3 (I01)                        | i3 (I01)                        |                                 |                                 |                                 |                                 |
| Compacte middenklasse           | 1                               |                                 |                                 |                                 |                                 |                                 |                                 |                                 |                                 |                                 |                                 |                                 |                                 |                                 |                                 |                                 |                                 |                                 |                                 |                                 | 02 touring                      | 02 touring                      | 02 touring                      | 02 touring                      |                                 |                                 |                                 |                                 |                                 |                                 |                                 |                                 |                                 |                                 |                                 |                                 |                                 |                                 |                                 |                                 |                                 |                                 |                                 | E36 compact                     | E36 compact                     | E36 compact                     | E36 compact                     | E36 compact                     | E36 compact                     | E36 compact                     | E46 compact                     | E46 compact                     | E46 compact                     | E46 compact                     | E81/E82 /E87/E88                | E81/E82 /E87/E88                | E81/E82 /E87/E88                | E81/E82 /E87/E88                | E81/E82 /E87/E88                | E81/E82 /E87/E88                | E81/E82 /E87/E88                | F20/F21                         | F20/F21                         | F20/F21                         | F20/F21                         | F20/F21                         | F20/F21                         | F20/F21                         | F40                             | F40                             | F40                             | F40                             | F40                             | F40                             |                                 |                                 |
| Compacte middenklasse           | 2                               |                                 |                                 |                                 |                                 |                                 |                                 |                                 |                                 |                                 |                                 |                                 |                                 |                                 |                                 |                                 |                                 |                                 |                                 |                                 |                                 |                                 |                                 |                                 |                                 |                                 |                                 |                                 |                                 |                                 |                                 |                                 |                                 |                                 |                                 |                                 |                                 |                                 |                                 |                                 |                                 |                                 |                                 |                                 |                                 |                                 |                                 |                                 |                                 |                                 |                                 |                                 |                                 |                                 |                                 |                                 |                                 |                                 |                                 |                                 |                                 |                                 |                                 |                                 |                                 |                                 |                                 |                                 | F44                             | F44                             | F44                             | F44                             | F44                             | F44                             |                                 |                                 |
| Middenklasse                    | 3                               |                                 |                                 |                                 |                                 |                                 |                                 |                                 |                                 |                                 |                                 |                                 |                                 |                                 |                                 | 1602/1802/2002                  | 1602/1802/2002                  | 1602/1802/2002                  | 1602/1802/2002                  | 1602/1802/2002                  | 1602/1802/2002                  | 1602/1802/2002                  | 1602/1802/2002                  | 1602/1802/2002                  | E21                             | E21                             | E21                             | E21                             | E21                             | E21                             | E21                             | E21                             | E30                             | E30                             | E30                             | E30                             | E30                             | E30                             | E30                             | E30                             | E30                             | E36                             | E36                             | E36                             | E36                             | E36                             | E36                             | E36                             | E46                             | E46                             | E46                             | E46                             | E46                             | E46                             | E46                             | E90-E93                         | E90-E93                         | E90-E93                         | E90-E93                         | E90-E93                         | E90-E93                         | F30-F31                         | F30-F31                         | F30-F31                         | F30-F31                         | F30-F31                         | F30-F31                         | F30-F31                         | G20                             | G20                             | G20                             | G20                             | G20                             | G20                             |                                 |                                 |
| Middenklasse                    | 3 GT                            |                                 |                                 |                                 |                                 |                                 |                                 |                                 |                                 |                                 |                                 |                                 |                                 |                                 |                                 |                                 | 1600 GT                         | 1600 GT                         |                                 |                                 |                                 |                                 |                                 |                                 |                                 |                                 |                                 |                                 |                                 |                                 |                                 |                                 |                                 |                                 |                                 |                                 |                                 |                                 |                                 |                                 |                                 |                                 |                                 |                                 |                                 |                                 |                                 |                                 |                                 |                                 |                                 |                                 |                                 |                                 |                                 |                                 |                                 |                                 |                                 |                                 |                                 |                                 | F34                             | F34                             | F34                             | F34                             | F34                             | F34                             | F34                             | F34                             |                                 |                                 |                                 |                                 |                                 |                                 |
| Hogere Middenklasse             | 5                               |                                 |                                 |                                 |                                 |                                 |                                 |                                 |                                 |                                 | 1500/1800/2000                  | 1500/1800/2000                  | 1500/1800/2000                  | 1500/1800/2000                  | 1500/1800/2000                  | 1500/1800/2000                  | 1500/1800/2000                  | 1500/1800/2000                  | 1500/1800/2000                  | 1500/1800/2000                  | 1500/1800/2000                  | 1500/1800/2000                  | E12                             | E12                             | E12                             | E12                             | E12                             | E12                             | E12                             | E12                             | E28                             | E28                             | E28                             | E28                             | E28                             | E28                             | E28                             | E34                             | E34                             | E34                             | E34                             | E34                             | E34                             | E34                             | E34                             | E39                             | E39                             | E39                             | E39                             | E39                             | E39                             | E39                             | E60-E62                         | E60-E62                         | E60-E62                         | E60-E62                         | E60-E62                         | E60-E62                         | E60-E62                         | F10                             | F10                             | F10                             | F10                             | F10                             | F10                             | G30                             | G30                             | G30                             | G30                             | G30                             | G30                             | G30                             | G60                             | G60                             |                                 |                                 |
| Hogere Middenklasse             | 5 GT                            |                                 |                                 |                                 |                                 |                                 |                                 |                                 |                                 |                                 |                                 |                                 |                                 |                                 |                                 |                                 |                                 |                                 |                                 |                                 |                                 |                                 |                                 |                                 |                                 |                                 |                                 |                                 |                                 |                                 |                                 |                                 |                                 |                                 |                                 |                                 |                                 |                                 |                                 |                                 |                                 |                                 |                                 |                                 |                                 |                                 |                                 |                                 |                                 |                                 |                                 |                                 |                                 |                                 |                                 |                                 |                                 |                                 |                                 | F07                             | F07                             | F07                             | F07                             | F07                             | F07                             |                                 |                                 |                                 |                                 |                                 |                                 |                                 |                                 |                                 |                                 |                                 |
| Topklasse                       | 7                               | 501/502/2.6/3.2/2600/3200       | 501/502/2.6/3.2/2600/3200       | 501/502/2.6/3.2/2600/3200       | 501/502/2.6/3.2/2600/3200       | 501/502/2.6/3.2/2600/3200       | 501/502/2.6/3.2/2600/3200       | 501/502/2.6/3.2/2600/3200       | 501/502/2.6/3.2/2600/3200       | 501/502/2.6/3.2/2600/3200       | 501/502/2.6/3.2/2600/3200       | 501/502/2.6/3.2/2600/3200       | 501/502/2.6/3.2/2600/3200       | 501/502/2.6/3.2/2600/3200       |                                 |                                 |                                 | E3                              | E3                              | E3                              | E3                              | E3                              | E3                              | E3                              | E3                              | E3                              | E3                              | E23                             | E23                             | E23                             | E23                             | E23                             | E23                             | E23                             | E23                             | E23                             | E32                             | E32                             | E32                             | E32                             | E32                             | E32                             | E32                             | E32                             | E38                             | E38                             | E38                             | E38                             | E38                             | E38                             | E65/E66                         | E65/E66                         | E65/E66                         | E65/E66                         | E65/E66                         | E65/E66                         | E65/E66                         | F01/F02                         | F01/F02                         | F01/F02                         | F01/F02                         | F01/F02                         | F01/F02                         | F01/F02                         | G11                             | G11                             | G11                             | G11                             | G11                             | G11                             | G11                             | G70                             | G70                             | G70                             |                                 |                                 |
| Coupé                           | 2                               |                                 |                                 |                                 |                                 |                                 |                                 |                                 |                                 |                                 |                                 |                                 |                                 |                                 |                                 |                                 |                                 |                                 |                                 |                                 |                                 |                                 |                                 |                                 |                                 |                                 |                                 |                                 |                                 |                                 |                                 |                                 |                                 |                                 |                                 |                                 |                                 |                                 |                                 |                                 |                                 |                                 |                                 |                                 |                                 |                                 |                                 |                                 |                                 |                                 |                                 |                                 |                                 |                                 |                                 |                                 |                                 |                                 |                                 |                                 |                                 |                                 | F22                             | F22                             | F22                             | F22                             | F22                             | F22                             | F22                             | F22                             | G42                             | G42                             | G42                             | G42                             | G42                             | G42                             |
| Coupé                           | 4                               |                                 |                                 |                                 |                                 |                                 |                                 |                                 |                                 |                                 |                                 |                                 |                                 |                                 |                                 |                                 |                                 |                                 |                                 |                                 |                                 |                                 |                                 |                                 |                                 |                                 |                                 |                                 |                                 |                                 |                                 |                                 |                                 |                                 |                                 |                                 |                                 |                                 |                                 |                                 |                                 |                                 |                                 |                                 |                                 |                                 |                                 |                                 |                                 |                                 |                                 |                                 |                                 |                                 |                                 |                                 |                                 |                                 |                                 |                                 |                                 |                                 | F32                             | F32                             | F32                             | F32                             | F32                             | F32                             | F32                             | G22                             | G22                             | G22                             | G22                             | G22                             |                                 |                                 |
| Coupé                           | 4                               |                                 |                                 |                                 |                                 |                                 |                                 |                                 |                                 |                                 |                                 |                                 |                                 |                                 |                                 |                                 |                                 |                                 |                                 |                                 |                                 |                                 |                                 |                                 |                                 |                                 |                                 |                                 |                                 |                                 |                                 |                                 |                                 |                                 |                                 |                                 |                                 |                                 |                                 |                                 |                                 |                                 |                                 |                                 |                                 |                                 |                                 |                                 |                                 |                                 |                                 |                                 |                                 |                                 |                                 |                                 |                                 |                                 |                                 |                                 |                                 |                                 |                                 |                                 |                                 |                                 |                                 |                                 | i4 (G26)                        |                                 |                                 |                                 |                                 |                                 |                                 |                                 |
| Coupé                           | 6                               |                                 |                                 |                                 |                                 |                                 |                                 |                                 |                                 |                                 |                                 |                                 |                                 |                                 | 2000 CS                         | 2000 CS                         | 2000 CS                         | 2000 CS                         | E9                              | E9                              | E9                              | E9                              | E9                              | E9                              | E9                              | E24                             | E24                             | E24                             | E24                             | E24                             | E24                             | E24                             | E24                             | E24                             | E24                             | E24                             | E24                             | E24                             | E24                             |                                 |                                 |                                 |                                 |                                 |                                 |                                 |                                 |                                 |                                 |                                 |                                 |                                 |                                 | E63/E64                         | E63/E64                         | E63/E64                         | E63/E64                         | E63/E64                         | E63/E64                         | E63/E64                         | F12/F13                         | F12/F13                         | F12/F13                         | F12/F13                         | F12/F13                         | F12/F13                         | G32                             | G32                             | G32                             | G32                             | G32                             | G32                             | G32                             |                                 |                                 |                                 |
| Coupé                           | 8                               |                                 |                                 |                                 |                                 |                                 |                                 |                                 |                                 |                                 |                                 | 3200 CS                         | 3200 CS                         | 3200 CS                         |                                 |                                 | Glas 3000 V8                    | Glas 3000 V8                    |                                 |                                 |                                 |                                 |                                 |                                 |                                 |                                 |                                 |                                 |                                 |                                 |                                 |                                 |                                 |                                 |                                 |                                 |                                 |                                 | E31                             | E31                             | E31                             | E31                             | E31                             | E31                             | E31                             | E31                             | E31                             | E31                             | E31                             |                                 |                                 |                                 |                                 |                                 |                                 |                                 |                                 |                                 |                                 |                                 |                                 |                                 |                                 |                                 |                                 |                                 |                                 | G15                             | G15                             | G15                             | G15                             | G15                             | G15                             | G15                             |                                 |                                 |
| Roadsters                       | Z                               |                                 |                                 |                                 |                                 |                                 |                                 |                                 |                                 |                                 |                                 |                                 |                                 |                                 |                                 |                                 |                                 |                                 |                                 |                                 |                                 |                                 |                                 |                                 |                                 |                                 |                                 |                                 |                                 |                                 |                                 |                                 |                                 |                                 |                                 |                                 |                                 | Z1 (E30)                        | Z1 (E30)                        | Z1 (E30)                        | Z1 (E30)                        |                                 |                                 |                                 |                                 | Z3 (E36)                        | Z3 (E36)                        | Z3 (E36)                        | Z3 (E36)                        | Z3 (E36)                        | Z3 (E36)                        | Z3 (E36)                        | Z4 (E85/E86)                    | Z4 (E85/E86)                    | Z4 (E85/E86)                    | Z4 (E85/E86)                    | Z4 (E85/E86)                    | Z4 (E85/E86)                    | Z4 (E89)                        | Z4 (E89)                        | Z4 (E89)                        | Z4 (E89)                        | Z4 (E89)                        | Z4 (E89)                        | Z4 (E89)                        |                                 |                                 | Z4 (G29)                        | Z4 (G29)                        | Z4 (G29)                        | Z4 (G29)                        | Z4 (G29)                        | Z4 (G29)                        | Z4 (G29)                        |                                 |                                 |
| Roadsters                       | Z                               |                                 |                                 |                                 |                                 |                                 |                                 |                                 |                                 |                                 |                                 |                                 |                                 |                                 |                                 |                                 |                                 |                                 |                                 |                                 |                                 |                                 |                                 |                                 |                                 |                                 |                                 |                                 |                                 |                                 |                                 |                                 |                                 |                                 |                                 |                                 |                                 |                                 |                                 |                                 |                                 |                                 |                                 |                                 |                                 |                                 |                                 | Z8 (E52)                        |                                 |                                 |                                 |                                 |                                 |                                 |                                 |                                 |                                 |                                 |                                 |                                 |                                 |                                 |                                 |                                 |                                 |                                 |                                 |                                 |                                 |                                 |                                 |                                 |                                 |                                 |                                 |                                 |
| Sportwagens                     |                                 |                                 |                                 |                                 |                                 | 503/507                         | 503/507                         | 503/507                         | 503/507                         |                                 |                                 |                                 |                                 |                                 |                                 |                                 |                                 |                                 |                                 |                                 |                                 |                                 |                                 |                                 |                                 |                                 |                                 | M1                              | M1                              | M1                              | M1                              |                                 |                                 |                                 |                                 |                                 |                                 |                                 |                                 |                                 |                                 |                                 |                                 |                                 |                                 |                                 |                                 |                                 |                                 |                                 |                                 |                                 |                                 |                                 |                                 |                                 |                                 |                                 |                                 |                                 |                                 |                                 |                                 | i8 (I12/I15)                    | i8 (I12/I15)                    | i8 (I12/I15)                    | i8 (I12/I15)                    | i8 (I12/I15)                    | i8 (I12/I15)                    | i8 (I12/I15)                    |                                 |                                 |                                 |                                 |                                 |                                 |
| MPV                             | 2                               |                                 |                                 |                                 |                                 |                                 |                                 |                                 |                                 |                                 |                                 |                                 |                                 |                                 |                                 |                                 |                                 |                                 |                                 |                                 |                                 |                                 |                                 |                                 |                                 |                                 |                                 |                                 |                                 |                                 |                                 |                                 |                                 |                                 |                                 |                                 |                                 |                                 |                                 |                                 |                                 |                                 |                                 |                                 |                                 |                                 |                                 |                                 |                                 |                                 |                                 |                                 |                                 |                                 |                                 |                                 |                                 |                                 |                                 |                                 |                                 |                                 |                                 | F45/F46                         | F45/F46                         | F45/F46                         | F45/F46                         | F45/F46                         | F45/F46                         | F45/F46                         | F45/F46                         | U06                             | U06                             | U06                             |                                 |                                 |
| SUV                             | X1                              |                                 |                                 |                                 |                                 |                                 |                                 |                                 |                                 |                                 |                                 |                                 |                                 |                                 |                                 |                                 |                                 |                                 |                                 |                                 |                                 |                                 |                                 |                                 |                                 |                                 |                                 |                                 |                                 |                                 |                                 |                                 |                                 |                                 |                                 |                                 |                                 |                                 |                                 |                                 |                                 |                                 |                                 |                                 |                                 |                                 |                                 |                                 |                                 |                                 |                                 |                                 |                                 |                                 |                                 |                                 |                                 |                                 |                                 | E84                             | E84                             | E84                             | E84                             | E84                             | E84                             | F48                             | F48                             | F48                             | F48                             | F48                             | F48                             | U11                             | U11                             | U11                             |                                 |                                 |
| SUV                             | X1                              |                                 |                                 |                                 |                                 |                                 |                                 |                                 |                                 |                                 |                                 |                                 |                                 |                                 |                                 |                                 |                                 |                                 |                                 |                                 |                                 |                                 |                                 |                                 |                                 |                                 |                                 |                                 |                                 |                                 |                                 |                                 |                                 |                                 |                                 |                                 |                                 |                                 |                                 |                                 |                                 |                                 |                                 |                                 |                                 |                                 |                                 |                                 |                                 |                                 |                                 |                                 |                                 |                                 |                                 |                                 |                                 |                                 |                                 |                                 |                                 |                                 |                                 |                                 |                                 |                                 |                                 |                                 |                                 | iX1 (U11)                       |                                 |                                 |                                 |                                 |                                 |                                 |
| SUV                             | X2                              |                                 |                                 |                                 |                                 |                                 |                                 |                                 |                                 |                                 |                                 |                                 |                                 |                                 |                                 |                                 |                                 |                                 |                                 |                                 |                                 |                                 |                                 |                                 |                                 |                                 |                                 |                                 |                                 |                                 |                                 |                                 |                                 |                                 |                                 |                                 |                                 |                                 |                                 |                                 |                                 |                                 |                                 |                                 |                                 |                                 |                                 |                                 |                                 |                                 |                                 |                                 |                                 |                                 |                                 |                                 |                                 |                                 |                                 |                                 |                                 |                                 |                                 |                                 |                                 |                                 |                                 | F39                             | F39                             | F39                             | F39                             | F39                             | F39                             | U10                             |                                 |                                 |
| SUV                             | X2                              |                                 |                                 |                                 |                                 |                                 |                                 |                                 |                                 |                                 |                                 |                                 |                                 |                                 |                                 |                                 |                                 |                                 |                                 |                                 |                                 |                                 |                                 |                                 |                                 |                                 |                                 |                                 |                                 |                                 |                                 |                                 |                                 |                                 |                                 |                                 |                                 |                                 |                                 |                                 |                                 |                                 |                                 |                                 |                                 |                                 |                                 |                                 |                                 |                                 |                                 |                                 |                                 |                                 |                                 |                                 |                                 |                                 |                                 |                                 |                                 |                                 |                                 |                                 |                                 |                                 |                                 |                                 |                                 |                                 |                                 | iX2 (U10)                       |                                 |                                 |                                 |                                 |
| SUV                             | X3                              |                                 |                                 |                                 |                                 |                                 |                                 |                                 |                                 |                                 |                                 |                                 |                                 |                                 |                                 |                                 |                                 |                                 |                                 |                                 |                                 |                                 |                                 |                                 |                                 |                                 |                                 |                                 |                                 |                                 |                                 |                                 |                                 |                                 |                                 |                                 |                                 |                                 |                                 |                                 |                                 |                                 |                                 |                                 |                                 |                                 |                                 |                                 |                                 |                                 |                                 |                                 |                                 | E83                             | E83                             | E83                             | E83                             | E83                             | E83                             | E83                             | E83                             | F25                             | F25                             | F25                             | F25                             | F25                             | F25                             | G01                             | G01                             | G01                             | G01                             | G01                             | G01                             | G01                             |                                 |                                 |
| SUV                             | X3                              |                                 |                                 |                                 |                                 |                                 |                                 |                                 |                                 |                                 |                                 |                                 |                                 |                                 |                                 |                                 |                                 |                                 |                                 |                                 |                                 |                                 |                                 |                                 |                                 |                                 |                                 |                                 |                                 |                                 |                                 |                                 |                                 |                                 |                                 |                                 |                                 |                                 |                                 |                                 |                                 |                                 |                                 |                                 |                                 |                                 |                                 |                                 |                                 |                                 |                                 |                                 |                                 |                                 |                                 |                                 |                                 |                                 |                                 |                                 |                                 |                                 |                                 |                                 |                                 |                                 |                                 | iX3 (G08)                       |                                 |                                 |                                 |                                 |                                 |                                 |                                 |                                 |
| SUV                             | X4                              |                                 |                                 |                                 |                                 |                                 |                                 |                                 |                                 |                                 |                                 |                                 |                                 |                                 |                                 |                                 |                                 |                                 |                                 |                                 |                                 |                                 |                                 |                                 |                                 |                                 |                                 |                                 |                                 |                                 |                                 |                                 |                                 |                                 |                                 |                                 |                                 |                                 |                                 |                                 |                                 |                                 |                                 |                                 |                                 |                                 |                                 |                                 |                                 |                                 |                                 |                                 |                                 |                                 |                                 |                                 |                                 |                                 |                                 |                                 |                                 |                                 |                                 | F26                             | F26                             | F26                             | F26                             | G02                             | G02                             | G02                             | G02                             | G02                             | G02                             | G02                             |                                 |                                 |
| SUV                             | X5                              |                                 |                                 |                                 |                                 |                                 |                                 |                                 |                                 |                                 |                                 |                                 |                                 |                                 |                                 |                                 |                                 |                                 |                                 |                                 |                                 |                                 |                                 |                                 |                                 |                                 |                                 |                                 |                                 |                                 |                                 |                                 |                                 |                                 |                                 |                                 |                                 |                                 |                                 |                                 |                                 |                                 |                                 |                                 |                                 |                                 |                                 |                                 | E53                             | E53                             | E53                             | E53                             | E53                             | E53                             | E53                             | E70                             | E70                             | E70                             | E70                             | E70                             | E70                             | E70                             | F15                             | F15                             | F15                             | F15                             | F15                             | G05                             | G05                             | G05                             | G05                             | G05                             | G05                             | G05                             |                                 |                                 |
| SUV                             | X6                              |                                 |                                 |                                 |                                 |                                 |                                 |                                 |                                 |                                 |                                 |                                 |                                 |                                 |                                 |                                 |                                 |                                 |                                 |                                 |                                 |                                 |                                 |                                 |                                 |                                 |                                 |                                 |                                 |                                 |                                 |                                 |                                 |                                 |                                 |                                 |                                 |                                 |                                 |                                 |                                 |                                 |                                 |                                 |                                 |                                 |                                 |                                 |                                 |                                 |                                 |                                 |                                 |                                 |                                 |                                 |                                 | E71                             | E71                             | E71                             | E71                             | E71                             | E71                             | F16                             | F16                             | F16                             | F16                             | F16                             | F16                             | G06                             | G06                             | G06                             | G06                             | G06                             |                                 |                                 |
| SUV                             | X7                              |                                 |                                 |                                 |                                 |                                 |                                 |                                 |                                 |                                 |                                 |                                 |                                 |                                 |                                 |                                 |                                 |                                 |                                 |                                 |                                 |                                 |                                 |                                 |                                 |                                 |                                 |                                 |                                 |                                 |                                 |                                 |                                 |                                 |                                 |                                 |                                 |                                 |                                 |                                 |                                 |                                 |                                 |                                 |                                 |                                 |                                 |                                 |                                 |                                 |                                 |                                 |                                 |                                 |                                 |                                 |                                 |                                 |                                 |                                 |                                 |                                 |                                 |                                 |                                 |                                 |                                 | G07                             | G07                             | G07                             | G07                             | G07                             | G07                             | G07                             |                                 |                                 |
| SUV                             | iX                              |                                 |                                 |                                 |                                 |                                 |                                 |                                 |                                 |                                 |                                 |                                 |                                 |                                 |                                 |                                 |                                 |                                 |                                 |                                 |                                 |                                 |                                 |                                 |                                 |                                 |                                 |                                 |                                 |                                 |                                 |                                 |                                 |                                 |                                 |                                 |                                 |                                 |                                 |                                 |                                 |                                 |                                 |                                 |                                 |                                 |                                 |                                 |                                 |                                 |                                 |                                 |                                 |                                 |                                 |                                 |                                 |                                 |                                 |                                 |                                 |                                 |                                 |                                 |                                 |                                 |                                 |                                 |                                 |                                 | I20                             | I20                             | I20                             | I20                             |                                 |                                 |